# Castelvecchio (Piozzano)
Castelvecchio, conosciuto anche come castello di Piozzano, è una fortificazione situata nell'omonimo comune italiano, in provincia di Piacenza. Dell'edificio, situato sul lato sinistro della val Luretta in posizione sopraelevata rispetto al resto del centro abitato di Piozzano, rimangono solo alcuni resti.

## Storia
La località di Piozzano apparteneva, nel 1017, all'abbazia di San Savino di Piacenza. Dal libro Storia Ecclesiastica di Pier Maria Campi risulta che Piozzano e il suo castello nel 1164 appartenevano alla famiglia pavese dei conti Lomello, i quali svolgevano la funzione di rappresentanti del potere imperiale in Italia. Nel 1372, in occasione dell'invasione del piacentino delle truppe fedeli al papa, impegnte nella lotta contro la famiglia Visconti, il castello si arrese ad esse senza combattere.
Nel 1412 il duca di Milano Filippo Maria Visconti concesse il castello ai fratelli Bartolomeo e Filippo Arcelli, i quali erano stati creati conti della val Tidone da parte dello stesso duca. Il 25 giugno 1432 Francescotto Anguissola, insieme ai figli Francesco, Leonino e Luigi vendette il castello e la villa di Piozzano a Francesco della Veggiola, che aveva ottenuto dalla Camera Ducale l'autorizzazione all'acquisto del complesso, contestualmente alla cessione di tutti i diritti che essa vantava nei confronti dell'Anguissola. Nel 1441, a seguito di una decisione del duca, Piozzano venne elevato a contea, rimanendo sempre assegnato alla famiglia della Veggiola. Nel 1633 si estinse il ramo maschile dei della Veggiola, così il duca di Parma e Piacenza Odoardo I Farnese assegnò Piozzano al conte Ferrante Peveri Fontana, marito dell'ultima erede della famiglia Veggiola.
Nel 1636 il castello fu incendiato e distrutto ad opera di truppe spagnole, che danneggiarono pesantemente anche il resto del paese. In seguito a ciò, nel 1646, il conte Ferrante Peveri Fontana  procedette alla costruzione di un nuovo fortilizio, posto sull'altra sponda del torrente Luretta, chiamato Canova. Con la morte di Claudio Peveri Fontana, avvenuta nel 1698, il feudo piozzanese pervenne al cugino Gaetano, i cui eredi ottennero nel 1779 il titolo di marchesi. Nel 1818 la costruzione fu ceduta dalla famiglia Peveri Fontana alla famiglia Burgazzoli, alla quale successivamente si affiancò la famiglia Achilli nella proprietà del complesso.

## Struttura
Dell'originario castello, posto su di una costa piuttosto impervia formata dal rio Canto, nella parte alta di Piozzano, rimangono poche tracce in cattive condizioni di conservazione dopo la divisione in varie proprietà dell'intero complesso e la conseguente trasformazione ad uso abitativo. Della struttura originale sono presenti alcune strutture murarie in pietra, ciottoli e laterizi, le quali conservano delle finestre ad arco e, all'interno, delle sale con soffitti lignei a cassettoni.